# Вічна вистава
«Вічна вистава» («Igihaljas vaatemäng») — радянський телефільм 1981 року, знятий режисерами Ееро Спрійтом і Тоомасом Леппом на Естонському телебаченні.

## Сюжет
Концерт-бенефіс, присвячений ювілею народної артистки Естонської РСР Іте Евер.

## У ролях
- Іта Евер — стара актриса / молода актриса / міліціонер / лікар
- Анне Палувер — Джумппа
- Хелле-Реет Хеленурм — актриса / листоноша
- Урмас Кібуспуу — роль другого плану
- Юрі Крюков — Гамлет
- Мар'є Метсур — медичний працівник
- Лууле Коміссаров — санітар
- Ене Ярвіс — лікар
- Карл Калкун — тесть
- Ендель Сіммерманн — роль другого плану
- Енекен Прікс — працівник аеропорту
- Рудольф Аллаберт — чоловік на зупинці
- Яанус Оргулас — чоловік старої актриси
- Енн Клоорен — пасажир автобуса
- Лембіт Сібул — фотограф в автобусі
- Велло Війсімаа — чоловік з газетою
- Ааре Лаанеметс — роль другого плану
- Гуйдо Кангур — молода людина
- Іво Еенсалу — пасажир автобуса
- Енн Краам — режисер, член спілки кінематографістів Естонії
- Маті Калда — танцюрист, кордебалет
- Володимир Кузьмін — танцюрист, кордебалет
- Юрій Міхєєв — танцюрист, кордебалет
- Ігор Бєляєв — танцюрист, кордебалет
- Кальйо Кійск — актор
- Мікк Міківер — камео
- Маті Талвік — репортер
- Ееро Спрійт — чоловік, який ремонтує антену на даху

## Знімальна група
- Режисер — Ееро Спрійт, Тоомас Лепп
- Сценаристи — Прійт Аїмла, Ееро Спрійт
- Оператори — Пееп Лаансалу, Хейно Веске, Рейн Ліллмаа
- Композитори — Тиніс Кирвітс, Війве Ернесакс
- Художник — Лійна Піхлак